# Neferperet
Neferperet war altägyptischer Schatzmeister am Anfang der 18. Dynastie (Neues Reich) unter König Ahmose I.
Neferperet erscheint auf zwei fast identischen Felsstelen in den Steinbrüchen von el-Maasara (bei Kairo, südlich von Tura). Sie datieren in das 22. Regierungsjahr von Ahmose I. und berichten von der Neueröffnung der Steinbrüche und dem Abbau von Kalkstein für Bauprojekte des Herrschers. Die Titel und Name des Neferperet erscheinen auch auf einem Alabastergefäß, das in einem der Königsgräber von Qatna neben einem Gefäß von Amenemhet III. gefunden wurde. Auf diesem werden Rangtitel von ihm angegeben, aber auch die Bezeichnung Königszögling. Im Totentempel der Ahmose-Pyramide in Abydos fanden sich schließlich gestempelte Siegel des Neferperet, der vielleicht die Bauleitung an dem Tempel innehatte. Von Neferperet ist vielleicht auch ein Siegel erhalten.